# Geneviève Asse
Geneviève Asse (Vannes, 24 de enero de 1923-París, 11 de agosto de 2021) fue una pintora francesa.

## Biografía
Fue educada por su abuela en la finca agrícola Bonnervo en el golfo de Morbihan, en la Bretaña). En 1931, visitó la Exposición colonial, de la que quedó fascinada. En 1932, se trasladó a París, donde vivía su madre que trabajaba en las ediciones Delalain. Se casó con el médico Etienne Le Sourd. 
Descubrió a Delaunay en el Pabellón de Francia de la Exposición Internacional de París de 1937. A continuación, visitó muchos museos en Francia, en Bélgica y Países Bajos. Admiraba las naturalezas muertas de Chardin.
En 1940, se incorporó a la Escuela Nacional de Artes Decorativas. Trabajó en el taller de Montparnasse y expuso en el Salón de menores de treinta años y en el Salon d'Automne. Se unió voluntaria a las Fuerzas Francesas del Interior (con su hermano)  y condujo una ambulancia en la sección 1.ª PP, participando en la evacuación de los prisioneros del campo de Terezin y fue condecorada con la Croix de Guerre. Después de la guerra regresó a París donde diseñó tejidos para las casas Bianchini-Ferrier, Flachard, Paquin.
A partir de 1943 formó parte del grupo l'Échelle (Escala) con Jacques Busse, Calmettes, Patrix. Conoció a Samuel Beckett, André Lanskoy, Serge Poliakoff, Serge Charchoune, Nicolas de Staël, Bram y Geer van Velde y se hizo amiga de Jean Leymarie (entonces conservador del Museo de Grenoble). Su primera exposición individual se celebró en 1954 en la Galerie Michael Warren, en París. El ministerio de Artes y Letras adquirió la obra Fenêtre (Ventana). Las búsquedas de la artista se centraron en el análisis de la luz y el espacio.
En los años sesenta, realiza diferentes viajes, visitando Bolonia, Cataluña, Londres (donde es influida por William Turner), y Portugal.
Geneviève Asse compró una casa en 1987 en la Île-aux-Moines (Golfo de Morbihan). Continuó con la pintura, el dibujo y el grabado. En 1999 realizó dos grandes lienzos: Stèles ; y trabaja luego en bocetos de vidrieras y también para la manufactura de.los Gobelinos (Beauvais, Sèvres).

## Exposiciones
- 1955 : Exposición «Jeune peinture en France», en la Ciudadela de Maguncia.
- 1960 : Exposición «École de Paris» en la Galería Charpentier y primera exposición individual en la  galería Benador de Ginebra.
- 1961 : Exposición en la galería Lorenzelli à Milán.
- 1962 : Exposición en la galería André Schoeller, París.
- 1963 : Exposición de grupo en la galerie Krugier & Cie de Ginebra .
- 1967 : Exposición colectiva en la Kunstalle, en la Recklinghausenen Alemania.
- 1968 : Exposición individual en el museo de Bellas Artes de Reims. «La peinture en France», en la  National Gallery, Washington, y en el MOMA de Nueva York.
- 1970 : Exposición individual en el Centre national d'art contemporain de París. Participa en la Exposición Universal de Montreal.

«Paris et la peinture contemporaine depuis un demi-siècle», en Buenos Aires, Montevideo, Quito, Bogotá, Caracas, Santiago, Lima, México.
- 1973 : Exposición en la galería Lorenzelli de Bérgamo.
- 1974 : Exposición en la galería Jan Krugier de Ginebra .
- 1975 : Exposición individual en el Castillo de Ratilly, en Treigny (Yonne).
- 1978 : Exposición «École de Paris, 1956-1976. Abstraction lyrique» en el Palazo Reale (Milán), en la fundación Calouste Gulbenkian (Lisboa), en la Dirección General del Patrimonio Artístico, Archivos y Museos (Madrid) y en el Museum Narodowe we Wrorlawin (Varsovia).
- 1979 : Exposición individual en la fundación Eugenio Mendoza de Caracas, Venezuela.
- 1980 : Exposición de dibujos (1941-1979) en el Museo de Bellas Artes de Rennes. «Printed Art oh two Decades», MOMA de Nueva York.
- 1981 : «Paris-Paris. Créations en France, 1937-1957», Centro Georges-Pompidou. Galería Taranmanà Londres.
- 1982 : Exposición de dibujos y óleos sobre papel, galería la Hune, París. Exposiciones en Noruega.
- 1987 : Exposición de pinturas en el Museo Cantini, Marsella.
- 1988 : Retrospectiva en el Museo de Arte Moderno de París. Galería Claude Bernard. Exposición de grabados en la Bibliothèque nationale.
- 1989 : Exposición de grabados en la artothèque de Grand'Place, en Grenoble.
- 1990 : Exposición «Polyptyques» en el museo del Louvre.
- 1993 : Salón de mars, galería Claude Bernard, París. «Manifeste: Une histoire parallèle. 1960-1990», centro Georges-Pompidou. Musée des Beaux-Arts de Rennes, museo de Brou, Bourg-en-Bresse.
- 1994 : «A Century of Artists Books», MOMA de Nueva York.
- 1997 : Exposición en el museo de La Cohue, en Vannes.
- 1998 : Exposición de grabados y de libros en el Museo de Arte e Historia, Ginebra.
- 1999 : Exposición de grabados y de collages,en la fundación Louis-Moret de Martigny, Suiza. Centre cultural Pierre Tal Coat de Hennebot (Morbihan). «L'art dans les chapelles» en Saint-Nicolas-des-Eaux (Morbihan). «Hommage à Bernard Anthonioz», convento de los cordeliers, París.
- 2000 : Exposición individual , «Petits formats, 1943-2000», Galería Marwan Hoss, París.
- 2001 : Exposición de las nuevas adquisiciones del Gabinete de Artes gráficas del Centro Pompidou. Grabados y dibujos en Neuchâtel, Suiza.
- 2009-2010 : Museo de Bellas Artes de Rouen.